# Vitex sampsonii
Vitex sampsonii là một loài thực vật có hoa trong họ Hoa môi. Loài này được Hance miêu tả khoa học đầu tiên năm 1868.